# Écs
Écs (középkorban: Echu) község Győr-Moson-Sopron vármegyében, Győrtől közúton 16 km-re, a Pannonhalmi járásban található.

## Fekvése
A Sokorói-dombság (Pannonhalmi-dombvidék) ravazd-csanaki vonulata északi részének kelet-északkeleti oldalán helyezkedik el. Határának nagy része mély vízmosásokkal szabdalt dombvonulat. A település ősi magja a Szentmártoni-völgynek is nevezett völgyben épült.
Mindössze három településsel határos közvetlenül: kelet és dél felől Pannonhalma külterületei övezik, nyugati szomszédja Tényő, északnyugat felől pedig Nyúl. Csak kevés híja van annak, hogy nem szomszédos északkeleti irányban még Győrsággal is.

### Megközelítése
A térségben a leginkább jellemző közlekedési irány északnyugat-délkeleti, vagyis a dombvonulattal párhuzamos, ezt az irányt követi a környék legfontosabb közúti közlekedési útvonala, a Veszprém és Győr között húzódó, Écs központján is végigvezető 82-es főút. Közvetlen közúti összeköttetése a főút menti településeken felül még Pannonhalma városával van, a 82 122-es számú mellékúton; határszélét érinti még keleten a 8223-as út is.
Más közeli települések felől csak kisebb-nagyobb kerülőkkel érhető el. Pápa felől például Győr-Ménfőcsanakon keresztül, a malomi elágazástól; a Győrt Székesfehérvárral összekötő 81-es főútról pedig legkönnyebben a töltéstavai vagy a péri leágazástól Győrság-Sághalomalján, Győrságon és Pannonhalmán keresztül érhetjük el.
A hazai vasútvonalak közül a szintén északnyugat-délkeleti irányt követő Győr–Veszprém-vasútvonal, melynek egy megállási pontja van itt. Écs megállóhely a központtól jó egy kilométerre keletre helyezkedik el, a 82 122-es út vasúti keresztezésénél.

## Története
A hely régen lakott voltáról a kőkorig visszanyúló régészeti leletek tanúskodnak. Találtak a környéken római, kelta és honfoglalás-korabeli tárgyi emlékeket is. Területén a középkorban több kisebb település:
- Kisech,
- Mesterfa – az 1800-as évek elején egybeolvadt Nagyécsheggyel,
- Fűzalja,
- Petkevár – Pannonhalma elővára (tarisznyavára) volt; az 1600-as évek elején, a tizenöt éves háborúban pusztult el; állt.

A mai Écs Nagyécsfalu és Nagyécshegy egyesítésével alakult meg 1936-ban. Első írásos említését 1172-ből ismerjük. Ekkor az itt letelepült, Echu alakban írt nevű nemzetség után Esu, Echu írásmóddal szerepel. Szőlősök és győri várnépek lakhelye volt, ahol nemesek és egyházak birtokoltak földet és szőlőt. IV. Béla 1240-ben szabályozta az itt lakó, a győri várhoz tartozó királyi szőlőművesek viszonyait. A megelőző időben Écsen közbirtokosság lakott, ekkortól viszont Ech a szentmártoni apátság birtokaként szerepel. A középkorban birtokolták még a pálosok, a johanniták és a győri székeskáptalan is. 1398-ban a világi földesurak mellett összesen 6 egyházi földesúri hatóságot szolgáltak az écsiek.
A török hódítás idején, az 1600-as évek elején a falu és környéke teljesen elpusztult. Az újratelepülés után a főbb birtokosok a gróf Cseszneky, Oross és Siey családok voltak. A Rákóczi-szabadságharc idején Heister tábornok felégette a környéket.
1809-ben  a franciák vonultak át a községen, amire az ún. dézsmapince homokköveiben lévő francia feliratok is emlékeztetnek. A sorsfordító események sorából említésre méltó, hogy az 1848-49-es szabadságharcban 36 écsi vett részt, akik emlékét a művelődési házban elhelyezett tábla őrzi. A századelő kivándorlási hullámában 250 écsi lakos települt ki az Egyesült Államokba.
Az első világháborúnak 75 falubeli esett áldozatul. 1920-ban Écsen avatták fel az ország legelső világháborús emlékművét. A második világháború 45 katonai és 27 polgári áldozattal járt. Csekély jelentőségű volt a Nagyatádi-féle földreform (1-1 kh földet juttattak). 1945-ben 448 kh földet osztottak ki. Nem kerülték el a községet a későbbi történelmi események sem. 1956. november 11-én a nyugatra tartó szabadságharcosok és a győri szovjet alakulatok tűzharcában egy magyar és hat szovjet vesztette életét.
1970. július 1-jétől Pannonhalma NKKT társközsége a 19/1970. sz. NET határozat alapján. 1990. szeptember 30-án kivált a nagyközségi közös tanácsból, és a 23/1990. (III.6.). KE sz. határozat értelmében önálló községi önkormányzatot alakított.
Écs egyértelműen a győri vonzáskörzet része annak ellenére is, hogy nem épült egybe a közvetlen agglomeráció településeivel (Győr-Ménfőcsanak, Győrújbarát, Nyúl). Az 1970-ben megalakított, Pannonhalma székhelyű nagyközségi közös tanács sem tudta a feszültséget feloldani. Ellenkezőleg, az önállóság reprezentáns helyi intézményei jöttek létre.

## Közélete

### Polgármesterei
- 1990–1994: Mondovics László (független)[5]
- 1994–1998: Mondovics László (független)[6]
- 1998–2002: Mondovics László (független)[7]
- 2002–2006: Mondovics László (független)[8]
- 2006–2010: Mondovics László (független)[9]
- 2010–2014: Mondovics László (független)[10]
- 2014–2019: Mondovics László (független)[11]
- 2019–2024: Dr. Szabó Norbert (független)[12]
- 2024– : Dr. Szabó Norbert (független)[1]

## Népesedés, településföldrajz

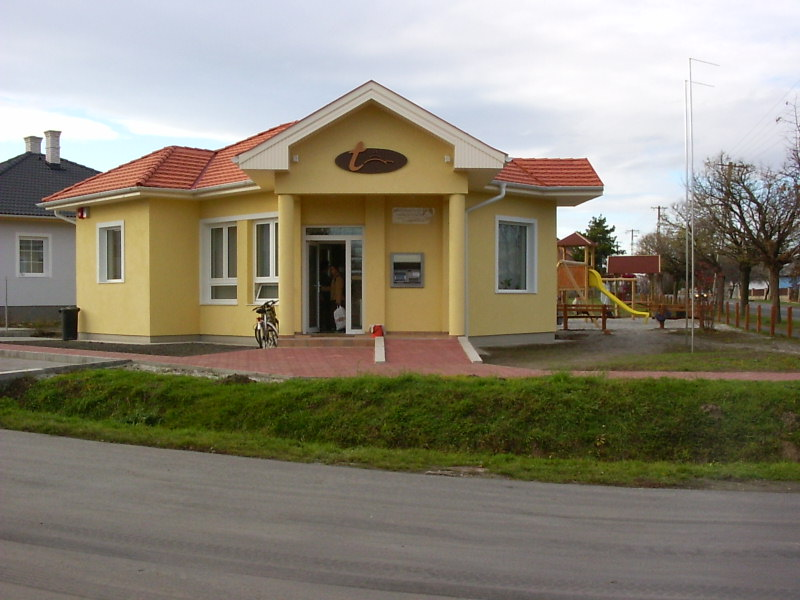
A takarékszövetkezet

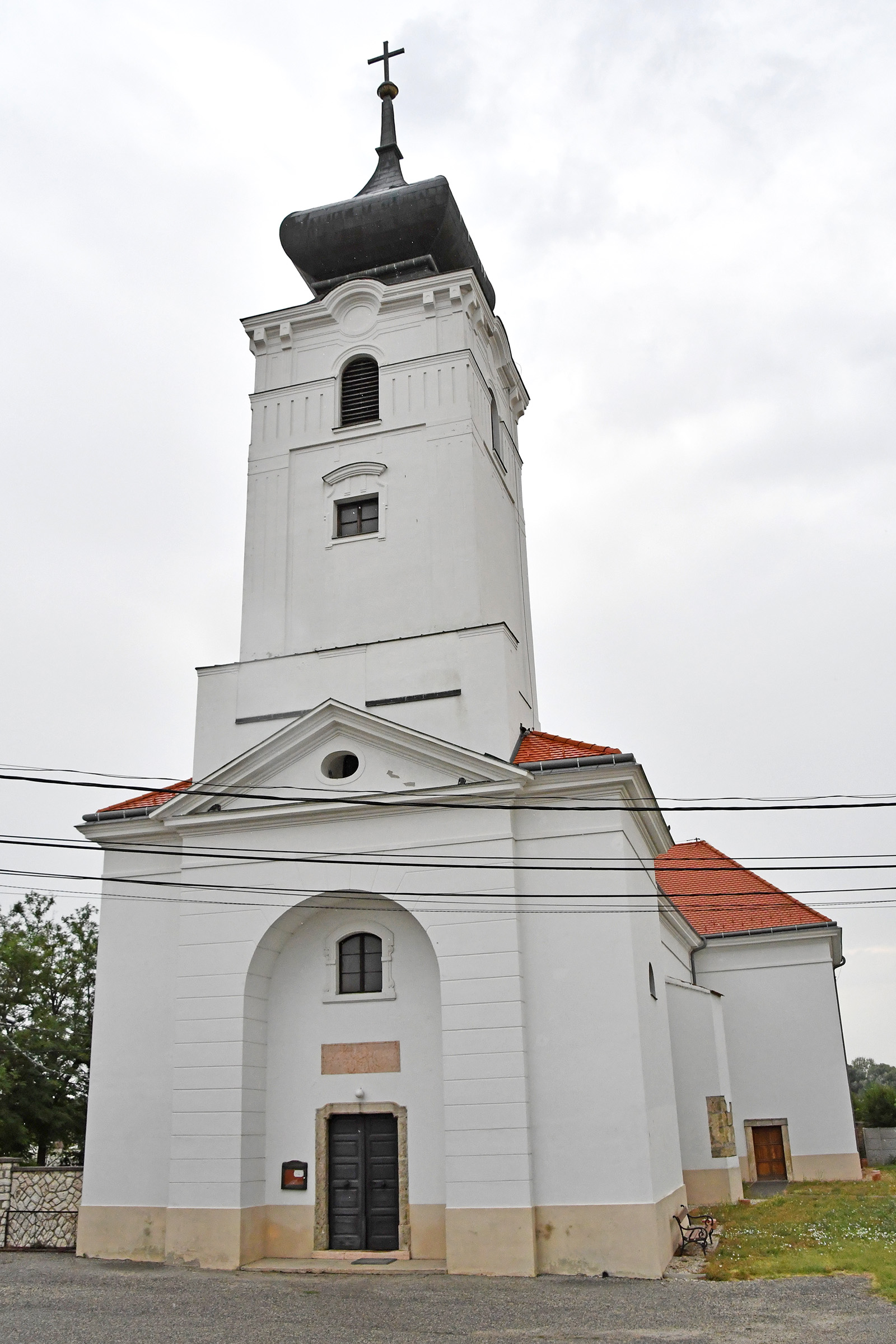
A római katolikus templom

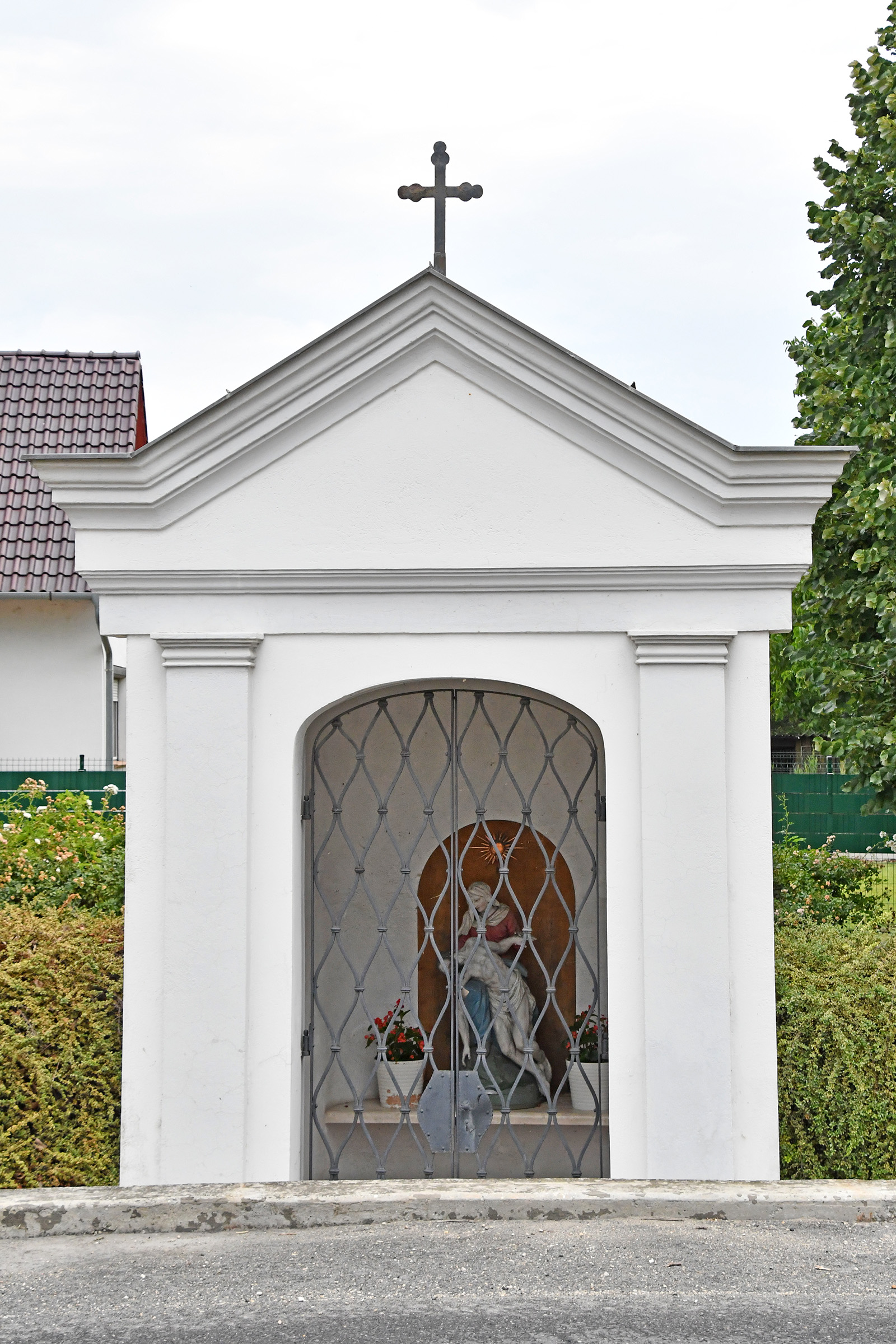
Hétfájdalmú Szűzanya-szentélyfülke (helyi nevén kápolna) a 82-es út mellett

Lakosainak száma 2008-ban 1776 fő. A népesség 1960 jelentősen csökkenést, ami egyrészt a mezőgazdaság szerkezetének átalakítása, másrészt az agglomerációs központ elszívó hatásának következménye. A 2000-es évek közepén ez a tendencia megállni, illetve részben megfordulni látszik.
A település utcái a dombos részen a járhatóságnak megfelelően a horgasokat követik: ennek megfelelően zegzugosak és szűkek. A terepviszonyok miatt több helyen csak egyik oldalukat építették be. A szőlőhegyen épített házak azokon a helyeken rendeződtek utcává, ahol erre a terep lehetőséget adott. A főút melletti falurészen, a síkabb területen a telekelosztás szabályosnak mondható. A lakóépületek általában földszintesek, az emeletes családi házak elszórtan helyezkednek el. A község belterülete jóval nagyobb a ténylegesen lakott területnél, mivel magában foglalja a mára elnéptelenedett szőlőhegyet is. Lényegében ugyanarról van sző, mint például a közeli Pázmándfalun: a „hegyi” településrész lehúzódik a közlekedési főtengely irányához közeli részekre. A fiatalok helyben maradását az önkormányzat az 1990-es évek elején ötven új házhely kialakításával segítette.
A gázt 1996-ban vezették be, azóta a csatornázással is elkészültek.
Fontosabb szolgáltató létesítmények:
- orvosi rendelő,
- fogorvosi rendelő,
- gyógyszertár,
- óvoda,
- iskola,
- idősek otthona,
- művelődési ház és könyvtár,
- takarékszövetkezet.

Külterülete a felhasználás módja szerint:
- erdőre,
- mezőgazdasági művelésre alkalmas és
- egyéb területre

osztható.
Az 517 ha-nyi erdő többsége állami tulajdon. Néhány védterület kivételével elsősorban gazdasági célú és besorolású erdő, aminek nagyobb része a Ravazd-csanaki dombvonulat gerincén és meredek lejtőin nő. Használója a Kisalföldi Erdőgazdaság. Az összefüggő erdőterületeket jól feltárják az erdészeti utak, bár többségük földút. Egy részük turistaút is.
A dombság és benne Écs szőlőtermesztési, feldolgozási hagyományai közel ezeréves múltra tekintenek vissza. A környező településekhez hasonlóan ez a terület is a Szent-Márton hegyi (pannonhalmi) bencések szőlőtermő területe volt. Szőlőművelő kultúrája máig fennmaradt, amit az utóbbi időkben divatossá vált, nagyüzemi művelésre is alkalmas, völgyi szőlők is bizonyítanak.

## Népesség
A település népességének változása:
| Lakosok száma | 1841 | 1875 | 1903 | 2256 | 2208 | 2241 | 2249 |
|               | 2013 | 2014 | 2015 | 2021 | 2022 | 2023 | 2024 |

A 2011-es népszámlálás során a lakosok 89,1%-a magyarnak, 0,4% cigánynak, 2,6% németnek, 0,3% románnak mondta magát (10,6% nem nyilatkozott; a kettős identitások miatt a végösszeg nagyobb lehet 100%-nál). A vallási megoszlás a következő volt: római katolikus 68,9%, református 3%, evangélikus 1%, görögkatolikus 0,3%, izraelita 0,2%, felekezeten kívüli 5,2% (20,9% nem nyilatkozott).
2022-ben a lakosság 91,2%-a vallotta magát magyarnak, 1,9% németnek, 0,6% cigánynak, 0,2% ukránnak, 0,2% szlováknak, 0,1% bolgárnak, 2,6% egyéb, nem hazai nemzetiségűnek (8,7% nem nyilatkozott; a kettős identitások miatt a végösszeg nagyobb lehet 100%-nál). Vallásuk szerint 48,3% volt római katolikus, 2,5% református, 2% evangélikus, 0,7% görög katolikus, 0,1% izraelita, 1% egyéb keresztény, 0,8% egyéb katolikus, 7,9% felekezeten kívüli (36,5% nem válaszolt).

## Nevezetességei
- Római katolikus templom
- Római katolikus kápolna a 82-es út mellett
- Magyarország legelső világháborús emlékműve
- Rába-Ring: 1984-ben e falu határában építette fel első próbapályáját a győri Rába Magyar Vagon- és Gépgyár. Azóta számos nemzetközi és hazai versenyt tartottak itt.